# Nitruro
En química, el nitruro es un compuesto de nitrógeno, donde el nitrógeno tiene un estado de oxidación de -3. Los nitruros forman parte de una clase amplia de compuestos con muchos usos. Hay excepciones a esta convención de denominación: el nitruro de hidrógeno, NH3  se llama amoníaco, y los nitruros de bromo y yodo son llamados tribromuro de nitrógeno y triyoduro de nitrógeno, respectivamente. El nitrógeno también forma los pernitruros, que contienen el anión N22− y las azidas, que contienen N3−.

## Ion nitruro
El ion nitruro es N3− (un átomo de nitrógeno con un exceso de tres electrones). Los electrones excedentes le dan al átomo de nitrógeno una capa cerrada de gas noble. El ión nitruro es isoelectrónico con el anión óxido, O2−, y el anión fluoruro, F− y tiene un radio iónico estimado de 140pm. El ion nitruro es un fuerte ligante donante-π, más fuerte que el O2−. Forma complejos nitrido que tienen una longitud de enlace metal-nitrógeno pequeña, indicando enlace múltiple.

## Aplicaciones
- materiales refractarios
- lubricantes, por ejemplo el nitruro de boro hexagonal, BN
- materiales de corte, por ejemplo nitruro de silicio, Si3N4
- aislantes, por ejemplo nitruro de boro, BN, nitruro de silicio, Si3N4
- semiconductores, como el nitruro de galio, GaN
- revestimientos metálicos, como el nitruro de titanio, TiN
- almacén de hidrógeno, como el nitruro de litio, Li3N

La clasificación de un grupo tan variado de compuestos es necesariamente arbitraria. La siguiente clasificación se basa en torno a su estructura:
- salinos, tales como nitruro de litio, Li3N, nitruro de berilio, Be3N2
- covalentes
  - estructuras tridimensionales, como el nitruro de fósforo, P3N5; nitruro de boro, BN
  - adamantino, como el nitruro de galio, GaN
  - molecular ("volátil"), como el tetranitruro de tetraazufre, S4N4
- intersticial, como el nitruro de titanio, TiN
- intermedia, como el nitruro de hierro, Fe3N2.